# 丝光椋鸟
丝光椋鸟（学名：Spodiopsar sericeus）为椋鸟科絲光椋鳥屬的鸟类，俗名牛屎八哥、丝毛椋鸟，原以为是中国的特有物种，但是已经在越南发现。在中国主要分布于华南、自陕西、河南、安徽、江苏至广东、海南、西至四川、云南等地，多栖息于开阔平原、农作区和丛林间以及营巢于墙洞或树洞中。该物种的模式产地在中国。

## 分類
絲光椋鳥由德國博物學家約翰·弗里德里希·格梅林於1789年在其修訂和擴展的卡爾·林奈《自然系統》版中正式描述。他將其歸類於椋鳥屬（Sturnus），並創造了雙名法名稱Sturnus sericeus。 種小名sericeus源自中古拉丁語，意思是“如絲綢般的”。 格梅林的描述基於1776年英國博物學家彼得·布朗所描述並插圖的中國「絲椋鳥」，該標本由收藏家馬馬杜克·坦斯托爾所擁有。
絲光椋鳥曾被歸類於椋鳥屬。2008年發表的一項分子親緣關係學研究發現該屬是多系群的。 在重新組織以創建單系群屬時，絲光椋鳥與灰椋鳥一起被移至1889年由理查德·鮑德勒·夏普提出的絲光椋鳥屬。該物種為單型種：不承認有任何亞種。

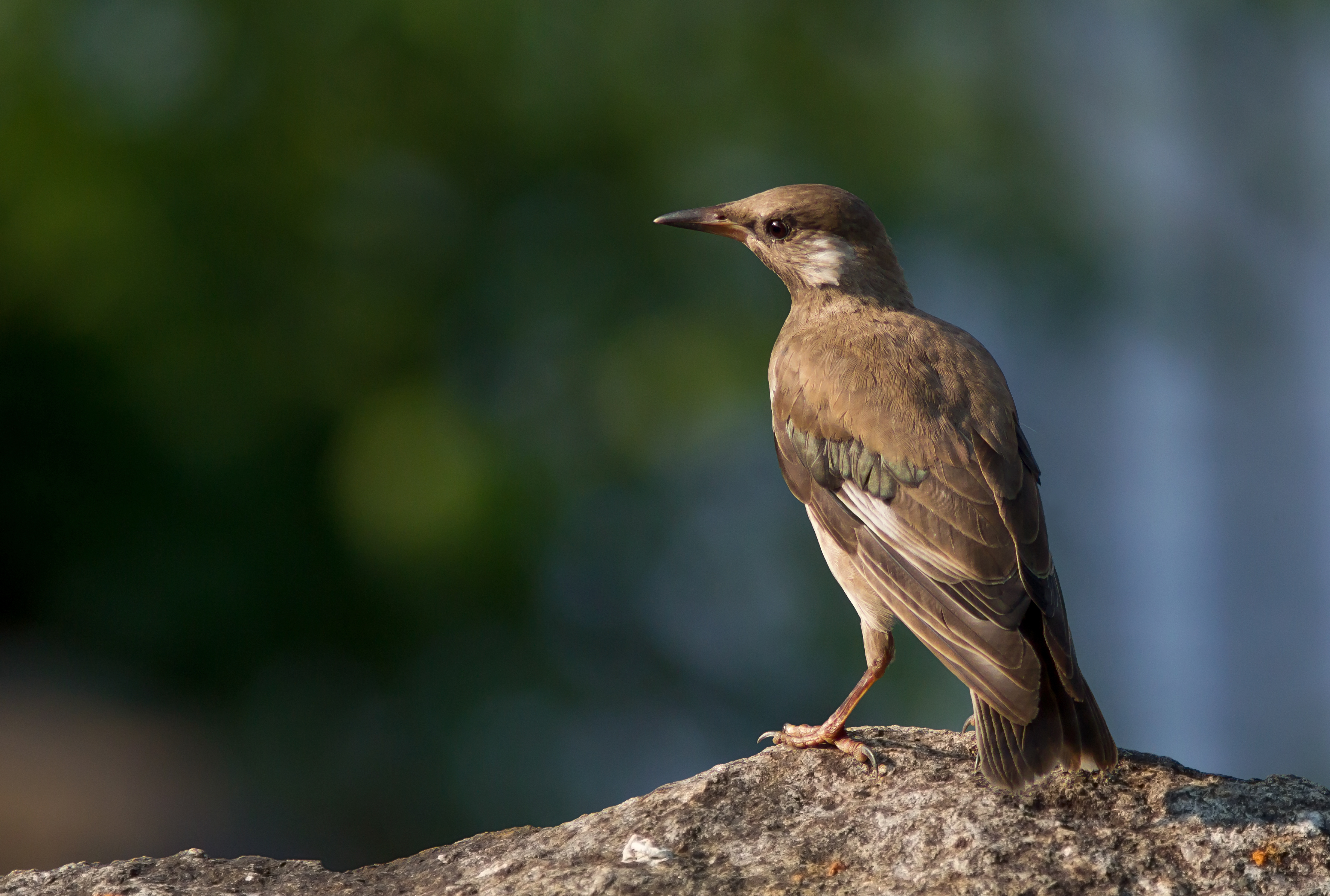
White-cheeked starling and red-billed starling 混種在日本。

## 外部連結
- 絲光椋鳥(Sturnus sericeus)鳴聲（页面存档备份，存于）香港觀鳥會鳥鳴集